# Elvaristo Alves da Silva
Elvaristo Alves da Silva (Ibirama, 28 de dezembro de 1923 - Santa Rosa, 10 de abril de 1965) foi um agricultor brasileiro que fez parte do PTB (Partido Trabalhista Brasileiro) durante a ditadura militar brasileira. Morto depois de ter sido detido no quartel do 1º Regimento de Cavalaria Motorizada de Santa Rosa, seu caso foi investigado anos depois pela CNV (Comissão Nacional da Verdade).

## Biografia
Elvaristo Alves da Silva nasceu em 28 de dezembro de 1923, em Ibirama, Rio Grande do Sul. Era filho de Julieta Alves da Silva e Francisco Alves Dias. Casou-se com Eva Dias, com quem teve quatro filhos. Começou a ser perseguido por ser considerado "brizolista", um apoiador de Leonel Brizola, considerado um líder político da esquerda brasileira e ex-governador do Rio Grande do Sul.
Foi detido e levado para um quartel na cidade de Três Passos, Rio Grande do Sul, depois de um movimento que participou contra a ditadura militar. A ação, liderada pelo coronel Jefferson Cardim Alencar Osório, não teve um grande apoio popular, mas trouxe consequências severas contra os participantes da guerrilha. Elvaristo Alves da Silva foi detido por militares que o acompanharam até sua casa. Antes de ser preso, foi oferecida liberdade a ele caso negasse a associação que tinha com Leonel Brizola, na época ex-governador do Rio Grande do Sul, que era considerado um inimigo da ditadura. Elvaristo negou e disse que lutaria até o fim pela causa e, depois disso, foi encaminhado para a cidade de Três Passos, onde ficou apenas alguns dias e foi encaminhado, em seguida, para o quartel do 1º Regimento de Cavalaria Motorizada de Santa Rosa.
Lá no quartel, Elvaristo Alves da Silva se mostrou inconformado com a prisão e tentou fugir do local, o que fez com que fosse exilado do restante dos prisioneiros que estavam no local.

## Circunstâncias da morte
A versão oficial dos militares foi de que Elvaristo Alves da Silva havia se suicidado. Segundo o relatório oficial, Elvaristo pediu para ir ao banheiro, mas demorou muito e os oficiais entraram para ver o que aconteceu e o encontraram morto enforcado. Mas algumas contradições geraram dúvida na família. Quando soube da morte de Elvaristo, sua esposa, Eva Dias, foi imediatamente para o quartel. Assim que viu o corpo, ela achou estranho o fato de existir dois cortes, um localizado acima e outro abaixo do peito. Eva questionou os militares e eles justificaram que os cortes aconteceram na tentativa de reanimar Elvaristo.
Elvaristo Alves da Silva foi enterrado no Cemitério de Lageado Bonito, no município de Três Passos, Rio Grande do Sul.

### Investigação
Na apuração oficial feita pela Comissão Nacional da Verdade, foi constatado que Elvaristo Alves da Silva foi assassinado por agentes de repressão da ditadura militar brasileira depois de ter sido espancado na tentativa de que ele recuasse de suas posições políticas.
Além do relatório da Comissão da Verdade, em 27 de agosto de 1996, a Comissão Especial sobre Mortos e Desaparecidos Políticos (CEMDP) reconheceu o Estado brasileiro como responsável pela morte de Elvaristo Alves da Silva e o incluiu entre os beneficiários da Lei 9.140/1995. O nome de Elvaristo também é mencionado no Dossiê ditadura: mortos e desaparecidos políticos no Brasil (1964-1985), que foi organizado pela Comissão de Familiares de Mortos e Desaparecidos Políticos.
Em 1996, a Comissão de Mortos e Desaparecidos do Ministério da Justiça fez uma votação acerca das famílias que seriam indenizadas por danos sofridos durante a ditadura militar. Na decisão, ficou acordado que a família de Elvaristo Alves da Silva deveria receber o dinheiro, já que eles consideraram que havia provas o suficiente para declarar que Elvaristo foi morto por agentes da polícia.
A decisão de retirar o nome de Elvaristo Alves da Silva como morto por suicídio só aconteceu muitos anos depois, em 2013, que foi constado em um arquivo da Secretaria de Direitos Humanos. Desde então, ele é reconhecido oficialmente como assassinado por agentes da ditadura militar brasileira.